# Tinariwen
Tinariwen ("Öde platser") är ett ökenbluesband från Mali. 
Bandet, vars medlemmar tillhör nomadfolket tuareger, bildades 1982 när de tränades i Muammar Kadaffis militärläger i Libyen inför självständighetsstrider mot Malis regim. 
Tinariwen släppte en rad inspelningar på kassettband innan debutalbumet The Radio Tisdas Sessions kom ut på cd 2001. När bandets andra album Amassakoul släpptes 2004 gjorde bandet flera spelningar i USA och runt om i Europa, bland annat spelade de på Roskildefestivalen 2005. 
I februari 2007 kom deras tredje album Aman Iman ("Vatten är liv"), som spelades in i Malis huvudstad Bamako och som producerades av Justin Adams, mest känd som Robert Plants gitarrist.
Tinariwen tilldelades en "Best world music album"-Grammy 2011 för albumet Tassili.

## Diskografi
- 2001 – The Radio Tisdas Sessions
- 2004 – Amassakoul
- 2007 – Aman Iman
- 2009 – Imidiwan
- 2011 – Tassili
- 2013 – Emmaar